# Augustowo (województwo podlaskie)
Augustowo – wieś w Polsce położona w województwie podlaskim, w powiecie bielskim, w gminie Bielsk Podlaski.
| SIMC    | Nazwa        | Rodzaj  |
| ------- | ------------ | ------- |
| 0023254 | Na Brańskiej | kolonia |

## Historia
Nazwę Augustowo wymienia po raz pierwszy „Lustracja województwa podlaskiego” z 1576 roku. Prawdopodobnie nadana została na cześć króla Augusta II Augusta. Pomyślny rozwój wsi w XVI i pierwszej połowie XVII wieku przerywały wojny szwedzkie. Wiek XVIII przyniósł ponowne ożywienie w życiu społecznym i gospodarczym. W 1779 roku we wsi było 106 zasiedlonych domów.
Było przedmieściem Bielska położonym w starostwie bielskim w II połowie XVII wieku, Augustow był położony w ziemi bielskiej województwa podlaskiego w 1795 roku. 
W 1915 roku w okolicach wsi miała miejsce bitwa pomiędzy wojskami rosyjskimi i niemieckimi. Polegli żołnierze pochowani zostali na cmentarzu wojennym o powierzchni 0,3 ha położonym nieopodal cerkwi. Lata I wojny światowej przeżyli nieliczni mieszkańcy – zaledwie 10 rodzin.
Według Pierwszego Powszechnego Spisu Ludności, przeprowadzonego w 1921 r., wieś liczyła 59 domostw, które zamieszkiwało 387 osób (188 kobiet i 199 mężczyzn). Niemal wszyscy mieszkańcy Augustowa, w liczbie 385 osób, zadeklarowali wyznanie prawosławne, pozostałe 2 osoby podały wyznanie rzymskokatolickie. Podział religijny mieszkańców Augustowa nakładał się na ich strukturą etniczną, gdyż 385 mieszkańców podało białoruską przynależność narodową, a pozostałych 2 polską. W okresie międzywojennym miejscowość znajdowała się w gminie Wyszki.
Okupację niemiecką Augustowa zakończyło 30 lipca 1944 roku zajęcie miejscowości przez wojska 61 Armii 1 Frontu Białoruskiego Armii Czerwonej.
W latach 1954–1968 wieś należała i była siedzibą władz gromady Augustowo, po jej zniesieniu w gromadzie Bielsk Podlaski. W latach 1952–1954 miejscowość była siedzibą gminy Augustowo. W latach 1975–1998 miejscowość administracyjnie należała do województwa białostockiego.

## Religia
Prawosławni mieszkańcy wsi należą do parafii św. Jana Teologa w Augustowie, a wierni kościoła rzymskokatolickiego do parafii Narodzenia Najświętszej Maryi Panny i św. Mikołaja w Bielsku Podlaskim.

## Zabytki
- Cerkiew św. Jana Teologa w Augustowie – prawosławna cerkiew prawosławna[13].

## Urodzeni w Augustowie
- Nadzieja Artymowicz – poetka.

## Uroczysko Borowiska
Uroczysko jest położone w lesie, około 2,5 kilometra na południowy zachód od granic wsi. W pobliżu znajdują się źródła strugi Lubki będącej dopływem rzeki Białej. W obrębie Borowisk znajduje się cmentarz prawosławny z kaplicą pod wezwaniem św. Pantelejmona, wzniesioną w 1992 w miejscu dawnej cerkwi. Kaplica podlega augustowskiej parafii prawosławnej św. Jana Teologa.